# The Man Was
The Man Was é o quinto álbum de estúdio do músico Júpiter Maçã, lançado postumamente. O álbum foi gravado em São Paulo no ano de 2013 por Douglas Cassenott e lançado em 2022 de forma independente por Egisto Dal Santo, com uma tiragem limitada de 500 cópias devido ao pouco interesse das gravadoras e lojas de discos de Porto Alegre de financiar o projeto.
As canções são no estilo folk rock e psych folk, que Flávio desenvolveu após sair dos Cascavelletes, no começo dos anos 1990.

## Processo de mixagem
Segundo Egisto, as gravações originais haviam sido todas feitas em dois canais sem melhores condições técnicas, o processo de mixagem deixou poucas alternativas, a não ser fazer o uso de algumas frequências para ressaltar a voz ou algum instrumento.

## Lista de faixas
Todas as faixas escritas e compostas por Flávio Basso. 
| N.º            | Título                             | Duração |  |
| 1.             | "I Need Marriage"                  | 3:10    |  |
| 2.             | "Rosie"                            | 3:20    |  |
| 3.             | "Jungle"                           | 5:25    |  |
| 4.             | "Double Face Take 2"               | 5:04    |  |
| 5.             | "Bob Flavio's Dream"               | 2:43    |  |
| 6.             | "The Man Was"                      | 4:55    |  |
| 7.             | "Valentine"                        | 7:46    |  |
| 8.             | "I Was Thinking On A Subterranean" | 1:36    |  |
| 9.             | "Town To Town"                     | 6:46    |  |
| Duração total: | Duração total:                     | 40:45   |  |

## Ficha técnica
- Flávio Basso - vocal, violão
- Gabriel Guedes - guitarra
- Douglas Cassenott - percussão
- Mário Moreira - bateria, percussão
- Carlos Teixeira - baixo